# جامعة حمدان بن محمد الإلكترونية

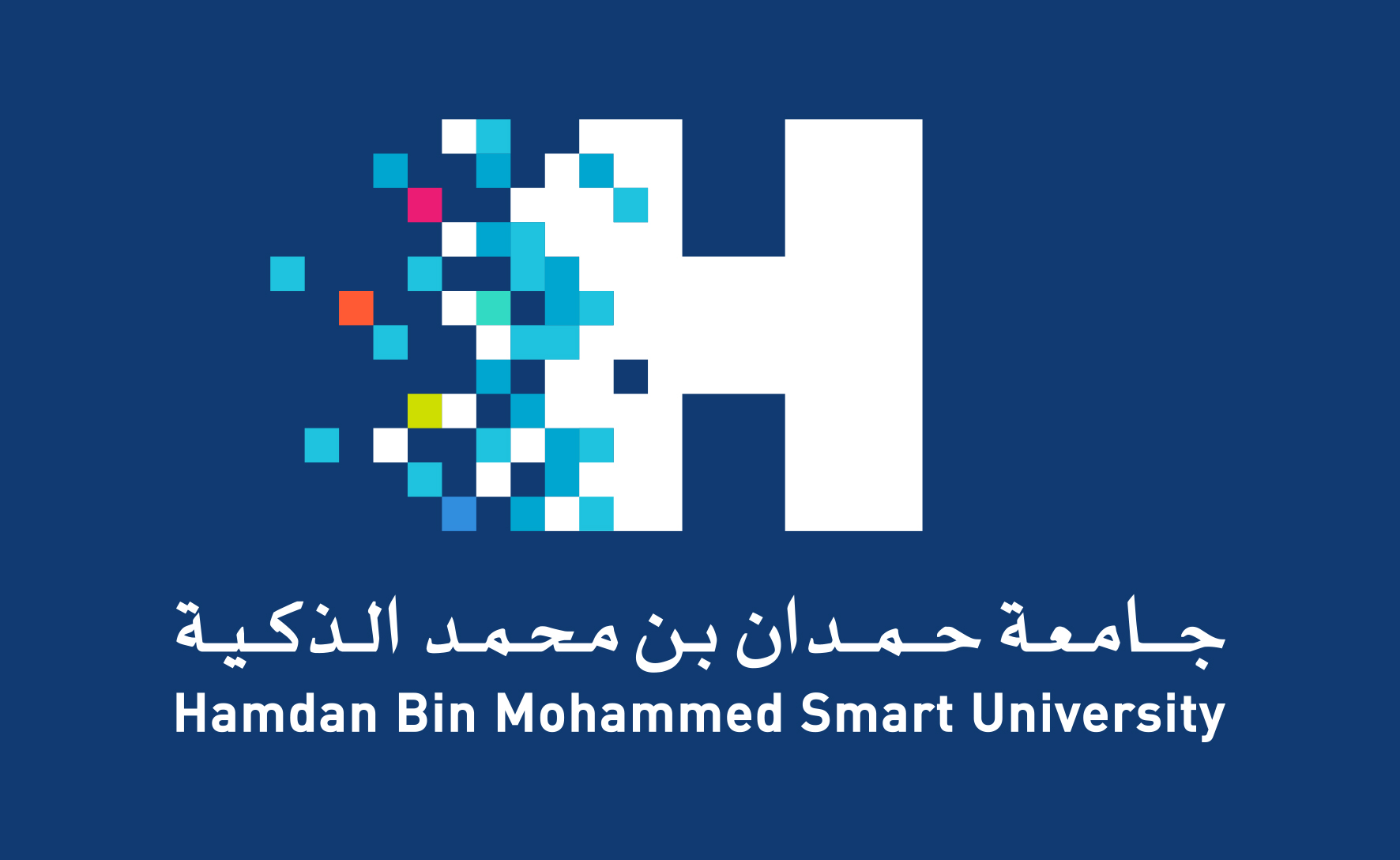
شعار جامعة حمدان بن محمد

جامعة حمدان بن محمد الإلكترونية (بالإنجليزية: Hamdan Bin Mohammed Smart University) هي جامعة، تأسست بموجب القانون رقم (13) لسنة 2009 الذي أصدره الشيخ محمد بن راشد آل مكتوم حاكم دبي، في الإمارات العربية المتحدة. وتتألف الجامعة من عدد من الكليات ومراكز البحث العلمي والمعاهد المتخصصة، وتمنح الجامعة درجة البكالوريوس والماجستير والدكتوراه في عدد من المجالات الأكاديمية وخصوصاً في مجالي إدارة الأعمال والجودة وتتمتع الجامعة بميزة توفير التعليم عبر الوسائط الإلكترونية، واتباع منهج الاقتصاد القائم على المعرفة وضمان الجودة. تقع الجامعة في مدينة دبي الأكاديمية.

## أهداف الجامعة
تهدف جامعة حمدان بن محمد الإلكترونية إلى تحقيق ما يلي:
- تطوير وتنمية التعليم الالكتروني وتطبيقاته المختلفة.
- تطوير وتنمية البحث العلمي والمتابعة الأكاديمية.
- مواكبة التطورات العلمية الحديثة فيما يتعلق بمفاهيم الجودة.
- المشاركة في عملية التنمية والتطوير في دولة الإمارات، وأن تكون مركزاً للابتكار ونشر المعارف وتنمية الموارد البشرية على الصعيدين العربي والدولي.

## الدراسة

#### برامج الدراسات الجامعية[5]
- بكالوريوس في إدارة الأعمال والموارد البشرية

- بكالوريوس إدارة الأعمال والجودة

- بكالوريوس إدارة الأعمال في المحاسبة

- بكالوريوس العلوم في إدارة الصحة

### برامج الدبلوم
من أهم برامج الدبلوم:
- برنامج إدارة جودة الرعاية الصحية
- إدارة المشاريع الاحترافية
- الابتكار والريادة في جدارات القيادة
- الدبلوم المهني في إعداد قادة الابتكار في القطاع الحكومي
- الدبلوم المهني في إعداد القادة الدوليين
- الاتصال المؤسسي والإعلام الرقمي
- إدارة الصحة

#### برامج الماجستير
من أهم برامج الماجستير:
- ماجستير في إدارة الموارد البشرية
- ماجستير في إدارة المشروعات
- ماجستير العلوم في التميز المؤسسي
- ماجستير العلوم: التميز في الإدارة البيئية
- ماجستير العلوم في إدارة الإبداع والتطوير
- ماجستير الإدارة في ريادة الأعمال
- ماجستير العلوم في إدارة المستشفيات
- ماجستير التربية في تصميم وتكنولوجيا التعلم
- ماجستير العلوم في الصحة العامة
- ماجستير الآداب في قيادة وإدارة التعليم الإلكتروني

- ماجستير في الصيرفة والتمويل الإسلامي

- برنامج ماجستير العلوم في تقنيات التعليم التفاعلية
- ماجستير الآداب في المناهج والتعليم الإلكتروني

#### برامج الدكتوراه
من أهم برامج الدكتوراه: 
- دكتوراه في فلسفة جودة الإدارة

- دكتوراه إدارة الرعاية الصحية
- دكتوراه في القيادة التربوية

## قيادة الجامعة
- الرئيس الأعلى الشيخ حمدان بن محمد بن راشد آل مكتوم[9]

- رئيس الجامعة الدكتور منصور العور

### مجلس الأمناء
يتكون مجلس أمناء جامعة حمدان بن محمد الذكية من:
- مطر محمد الطاير رئيس مجلس الأمناء
- الدكتورة رجاء عيسى القرق
- هدى السيد محمد الهاشمي
- سامي أحمد القمزي
- خلفان جمعة بلهول
- عبدالله جاسم بن كلبان
- عبداللطيف عبدالله الملا
- الدكتور خالد مير أحمد الأميري
- رئيس الجامعة الدكتور منصور العور

## مزايا جامعة حمدان بن محمد الذكية
تعد جامعة حمدان بن محمد الذكية من الجامعات المعترف بها عربياً وعالمياً، وتنفرد بعدة مميزات أبرزها:
- أول جامعة تعتمد التعليم الذكي
- تشجع استخدام طرق تعليمية متطورة في الخدمات البحثية والمجتمعية
- أول مؤسسة تعليمية في دول مجلس التعاون الخليجي تحصل على عضوية المجلس الدولي للتعليم المفتوح والتعليم عن بعد
- حازت جامعة الشيخ حمدان بن محمد الذكيةالمركز الأول في إطلاق برامج دراسات عليا في التميز المؤسسي الذي يُعنى في مجال إدارة الجودة
- تطرح الجامعة برامج مهنية في مسارات تعليمية متطورة لتلبية حاجات سوق العمل
- تمتاز جامعة حمدان بن محمد الذكية بقابلية التكيّف والتطور من أجل تسهيل العملية الدراسية
- تتميز بارتباطات وتحالفات دولية بارزة

## مركز ريادة الأعمال
أطلقت جامعة حمدان بن محمد الذكية المركز الخاص بها لريادة الأعمال في العام 2014 وذلك بدعم من مجموعة من المؤسسات الدولية الشهيرة مثل جامعة ستانفورد، وجامعة كاليفورنيا، بيركلي. ويهدف المركز إلى دعم أفكار ريادة الأعمال وتسريعها، حيث تم اطلاق العديد من مشاريع الأعمال الناجحة من قبل المشاركين في برنامج ادارة الإبداع والتغيير الذي توفره الجامعة، ويقدم المركز العديد من خيارات التوسع والتنويع للشركات العائلية بالإضافة إلى إرشاد رواد الأعمال الشباب وتوجيههم وتسخير خبرات وموارد الجامعة، والاستفادة من التقنيات الحديثة ووسائل الإعلام الاجتماعي لإعادة تصميم نماذج أعمالهم واستراتيجياتهم وعملياتهم.

## مركز دبي للصيرفة والتمويل الاسلامي
الذي أطلقه الشيخ حمدان بن محمد بن راشد آل مكتوم الرئيس الأعلى لجامعة حمدان بن محمد الإلكترونية وهو مركز تدريبي مسجل لدى وكالة الإعتماد المالي (FAA) بدعم من البنك المركزي الماليزي وهيئة الأوراق المالية الماليزية، ويهدف إلى ترسيخ مكانة دبي كعاصمة عالمية للاقتصاد الاسلامي، وتم تأسيس المركز بالتعاون بين مبادرة دبي عاصمة الاقتصاد الاسلامي وجامعة حمدان بن محمد الإلكترونية، حيث يوفر مجموعة من البرامج الأكاديمية التي ترتكز إلى ثلاثة محاور أساسية وهي تطوير رأس المال البشري والبحث العلمي وخدمة المجتمع، من خلال برنامج الماجستير في الأعمال المصرفية والتمويل الاسلامي المقدم في المركز والمعتمد من قبل وزارة التعليم العالي في دولة الإمارات، وقد تحدث محمد القرقاوي وزير شؤون مجلس الوزراء الإماراتي عن المركز قائلاً "يعد اطلاق مركز دبي للصيرفة والتمويل الاسلامي بمثابة مبادرة جديدة في مسيرة تطوير قطاع الاقتصاد الإسلامي في الدولة حيث يأتي إطلاق المركز ضمن سلسلة من المبادرات والشراكات الاستراتيجية التي سنقوم باطلاقها خلال الفترة المقبلة لدعم مبادرة دبي عاصمة الاقتصاد الاسلامي، وبما يخدم الأهداف التي من أجلها تم اطلاق المبادرة" كما تم توقيع اتفاقية تعاون بين الجامعة وجامعة كاتالونيا المفتوحة، التي تنص على قيام جامعة حمدان الإلكترونية بتطوير مشترك لمساقات مخصصة للصيرفة والتمويل الاسلامي لجامة كاتالونيا.

## الجوائز التي تمنحها الجامعة
تمنح هذه الجوائز للمتميزين في مجال التعليم الإلكتروني في العالم العربي
- جائزة أفضل ورقة بحثية لتطبيقات التعليم الإلكتروني
- جائزة أفضل برنامج مصمم للتعليم الالكتروني
- جائزة الإنجاز الفردي المتميز في التعليم الإلكتروني

## إنجازات
حققت جامعة حمدان بن محمد العديد من الإنجازات ومن أهمها
- 2024 شهادة "أفضل بيئة عمل" التي تمنحها الهيئة العالمية لثقافة بيئة العمل "Great Place to Work"
- 2023 نشرت الجامعة أكثر من 175 ورقة بحثية من بينها ما يزيد عن 80 ورقة بحثية في مؤشر "سكوبس" العالمي
- 2021 شهادة ويل "Well" للصحة والسلامة من معهد ويل الدولي للأبنية (IWBI)
- المؤسسة التعليمية الأولى في منطقة الخليج العربي التي تحصل على عضوية المجلس الدولي للتعليم المفتوح والتعليم عن بعد.
- قامت الجامعة بنقل وتحويل جميع جميع أنظمتها وخدماتها الذكية من مراكز بياناتها إلى منصة الحوسبة السحابية الرائدة "أمازون ويب سيرفيسيز" (AWS).
- استقطبت الجامعة من خلال منظومة التعلم مدى الحياة أكثر من 420 ألف دارساً في مجموعة كبيرة من البرامج التعليمية وبرامج التدريب والتطوير المهني وفي مجال إدارة الأعمال وغيرها من البرامج الأكاديمية.

- حازت «جامعة حمدان بن محمد الذكية» جائزة «التميز في التعليم الإلكتروني» خلال «ملتقى بلاكبورد للتدريس والتعليم»تحت تنظيم الشركة الأمريكية «بلاكبورد» الرائدة في مجال تكنولوجيا التعليم، وذلك تقديراً للمساهمات القيمة التي تقوم بها الجامعة في تطوير وتفعيل مفهوم التعليم الإلكتروني في دولة الإمارات[17]

## وصلات خارجية
- الموقع الرسمي